# Oppenheim (Berliner Familie)
Die Familie Oppenheim ist eine jüdische Familie, die zunächst in Königsberg, dann in Berlin ansässig und unter anderem im 19. Jahrhundert im Bankgeschäft tätig war. Sie war mit den Mendelssohns und den Warschauers verwandt.

## Geschichte
Diese Familie fand ihren Ursprung mit dem Bankier Wolff Oppenheim, dem erstgeborenen Sohn des Mendel Joseph.
Im Sommer 1753 stellte Nathan Veitel Chaim Ephraim (1703–1775), Inhaber mehrerer Gold- und Silber-Manufakturen, beim König Friedrich II. das Gesuch, das Privileg für seinen zweiten Sohn Joseph Ephraim auf Mendel Joseph übertragen zu lassen. Im Dezember 1755 erteilte Friedrich II. dem Handelsmann Mendel Joseph (um 1720–1758) aus Schoten bei Memel, Kurland, der ein Vermögen von 12.000 Talern nachweisen konnte, ein Schutzprivilegium für Königsberg (Preußen), gegen eine Zahlung von 1.000 Talern an die Chargenkasse.
Mendel Joseph (* um 1720; † um 1758 in Königsberg) ehelichte Rahel (* um 1734–1790), sie heiratete in zweiter Ehe Isaac David, in dritter Ehe Süßkind Oppenheim (* um 1732 in Hamburg; † 9. September 1809 in Königsberg), Kaufmann, Gemeindevorsteher und Schutzjude mit Generalprivileg in Königsberg vom 28. Oktober 1779.

## Stammliste
Die erste Ehe von Rahel mit Mendel Joseph begründete die Königsberger Linie der Oppenheim, die später auch die in den Adelsstand erhobene Linie Oppenfeld hervorbrachte. Die gemeinsamen Söhne nahmen den Namen des Stiefvaters Oppenheim an. Diese waren:

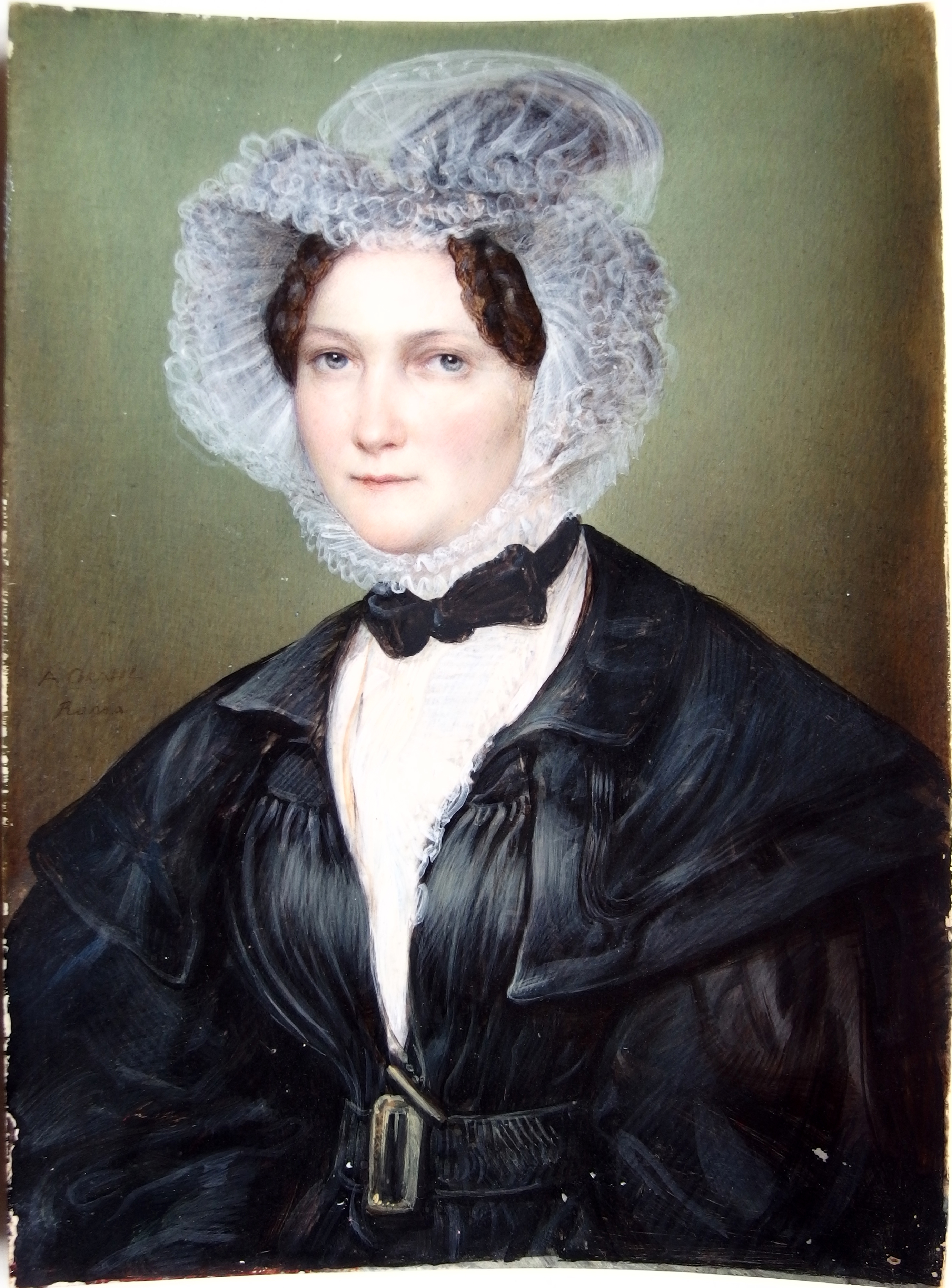
Rosa Oppenheim, um 1830, von August Grahl (1792–1868)

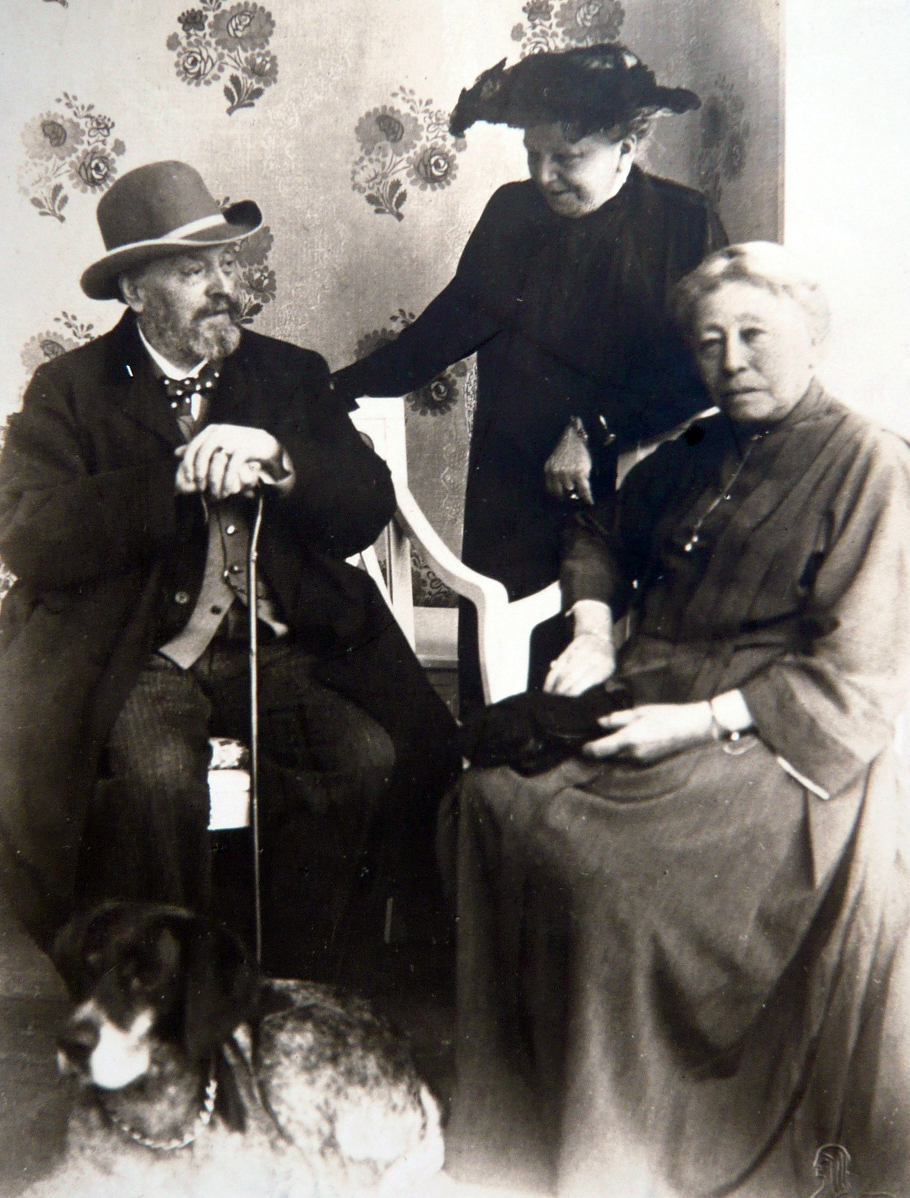
Benoit Oppenheim mit seinen Schwestern Anna, der Frau von Hugo Oppenheim und Marie, Frau von Ernst von Leyden

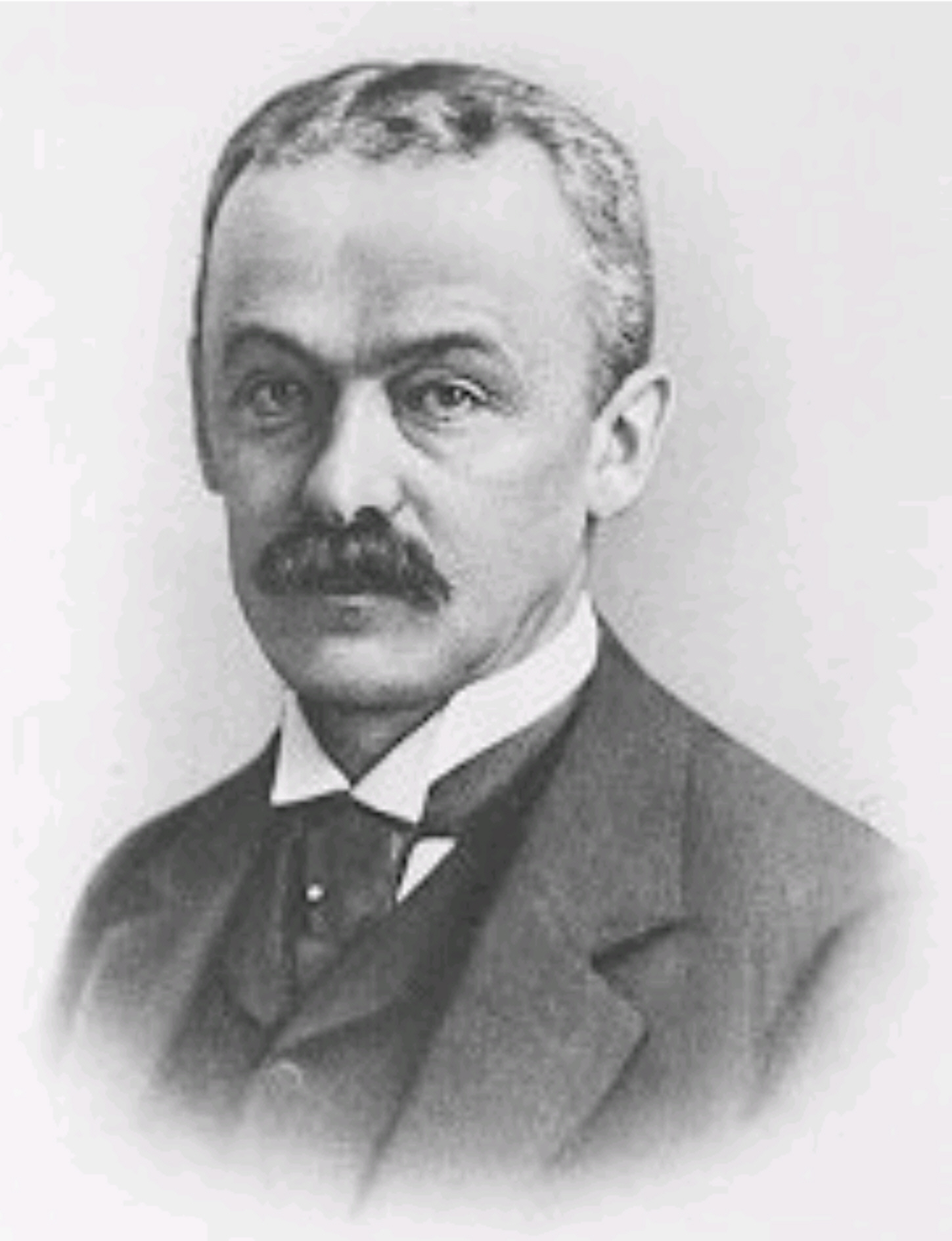
Franz Oppenheim, um 1900

1. Wolff Mendel Oppenheim (13. März 1753 in Königsberg; † 17. Januar 1828 ebenda), Negotiant und Bankier ⚭ 17. Juni 1772 mit Henriette Goldschmidt (1756–1832), genannt Jette, Tochter des Jonathan Maier Oldenburg Goldschmidt (1700–1778) und der Buna Miriam Poppert († 1772) aus Hamburg.
  1. Bona (Bune Brune) Oppenheim (* 1775 in Königsberg; † 17. August 1836 in Dresden) ⚭ David Meyer Joachim Friedländer (* 23. Juni 1769 in Königsberg; † 9. Oktober 1825 ebenda).
    1. Jonathan Friedländer (1793–1863), genannt John, Gutsbesitzer in Königsberg ⚭ Amalie Heine (1800–1838)

  2. Martin Wilhelm Oppenheim (* 1. Februar 1781 in Königsberg; † 10. Oktober 1863 in Dresden), Bankier (vor der christlichen Taufe Mendel Wolff Oppenheim) ⚭ 1810 Rosa, geb. Alexander (* 15. März 1792; † 4. Januar 1849 in Dresden), Tochter des Abraham Alexander aus Königsberg und der Martha geb. Seligmann († 1844 in Dresden)
    1. Rudolph Oppenheim (* 2. Juli 1811 in Königsberg; † 4. Juni 1871 in Arnau, Ostpreußen) Kaufmann, Bankier und belgischer Konsul ⚭ Dorothea (* 1818), geb. Heimann.
      1. Martha Helena Dorothea Oppenheim (* 5. Juli 1841 in Danzig; † 21. August 1912) ⚭ 1861 Raimund Behrend (1832–1906), Gutsbesitzer in Arnau im Landkreis Königsberg und Mitglied des Reichstags des Deutschen Kaiserreichs
        1. zwei Söhne und eine Tochter: Dora Eleonore Behrend (1877– nach 1945), Schriftstellerin

      2. Marie Oppenheim, auch genannt Rie (* 30. Juli 1844; † 28. August 1932 in Berlin) ⚭ 1868 den Arzt Ernst von Leyden (1832–1910).
      3. Benoit Alexander Oppenheim (* 25. August 1842 in Königsberg; † 5. Mai 1931 in Berlin) ⚭ 1870 Lina Louise (1850–1890), Tochter des Ernst von Saucken-Tarputschen, übernahm das Bankgeschäft seines Vaters
        1. Rudolph Oppenheim d. J. (22. Februar 1871 in Berlin; † 16. August 1922 ebenda), Jurist ⚭ 1896 Marguerite Worrell Everett (1867–1939)
          1. Louise Oppenheim (* 29. November 1896 in Santa Barbara (Kalifornien); † 15. Januar 1982  Stockbridge (Massachusetts))
          2. Katharina Oppenheim (* 20. Juli 1900 in Berlin)

        2. Lina Louise Oppenheim (* 1. August 1872 in Wannsee; † 17. August 1960 in Falkenstein Taunus), Pädagogin ⚭ 1897 Raoul Richter (1871–1912)
          1. fünf Kinder: Gustav Richter (* 1900), Büdich Richter (* 1900), Eveline Richter (* 1904) ⚭ 1930 Herbert Schütte, Leo Richter (* 1906), Roland Richter (* 1908)

        3. Kurt Oppenheim (* 10. März 1874 in Berlin; † 22. Oktober 1882 ebenda)
        4. Benoit Oppenheim d. J. (* 18. September 1876 in Berlin; † 5. Februar 1934 ebenda), Jurist und Bankier ⚭ 1920 Cécile von Mendelssohn Bartholdy (* 6. Januar 1898), Tochter des Bankiers Otto von Mendelssohn Bartholdy, die Ehe wurde geschieden
          1. Louise Oppenheim (* 6. März 1922; † 2013) ⚭ 1) 1943 Hans Zielinski (* 1913); ⚭ 2) 1953 Georg Wriedt (* 1922)
          2. Vera Oppenheim (* 8. Juni 1923) ⚭ 1944 Fritz Schieckel (* 1912)

      4. Anna Rosa Oppenheim (* 1. Mai 1849; † 17. April 1931) ⚭ 1871 ihren Vetter, den Bankier Hugo Oppenheim (1847–1921), welcher 1912 das Bankhaus Hugo Oppenheim & Sohn gründete, nachdem er zuvor längere Jahre Teilhaber von Robert Warschauer & Co. gewesen war.

    2. Elisabeth Julie Oppenheim (* 12. April 1813 in Königsberg; † 4. Januar 1905 in Dresden) ⚭ 1832 den Maler August Grahl (* 26. Mai 1791 in Poppentin, Mecklenburg; † 13. Juni 1868 in Dresden).
      1. Marie Grahl (1832–1895) ⚭ 1851 den Maler Alfred Rethel
        1. Else Rethel (1853–1933) ⚭ 1873 den Maler Karl Rudolf Sohn

      2. Hugo Grahl (1834–1905) Agrarwissenschaftler ⚭ 1865 Anna Kummer (1844–1925), Tochter des Carl Robert Kummer
      3. Rose Grahl (1835–1909) ⚭ 1875 den Agrarwissenschaftler Adolf Stengel
      4. Martha Grahl (* 1837), sie wurde fünf Monate alt
      5. Anna Grahl (1838–1897) ⚭ 1865 den Literaturwissenschaftler Hermann Hettner
      6. Otto Grahl (1839–1875) Architekt
      7. Felix Grahl (1841–1842), er wurde nur ein Jahr alt
      8. Alexe Grahl (1844–1903) Fotografin
      9. Katharina Grahl, genannt Käthe (1847–1933) ⚭ 1873 Leopold Just (1841–1891), Professors für Botanik an der TH Karlsruhe
        1. Gerhard Just (1877–1944), Chemiker

    3. Adolph Oppenheim (* 16. Januar 1816 in Königsberg; † 3. April 1894 in Berlin) Landwirt und Rittergutbesitzer ⚭ Cousine Marie Josephine Warschauer (1820–1883).
      1. Otto Alexander Wilhelm Marcus Oppenheim (1841–1908)
      2. Marie Alexandrine Rosa Oppenheim (* 1843) ⚭ 1865 den Mathematiker Karl Wilhelm Borchardt (1817–1880)
        1. Emma Margarethe Borchardt (* 27. Oktober 1871; † 20. März 1895)

      3. Adolph Oppenheim (1852–1924)
      4. Paul Oppenheim

    4. Otto Georg Oppenheim (* 2. Mai 1817 in Königsberg; † 27. November 1909 in Berlin), Jurist und Obertribunalrat ⚭ 1843 Margarethe Anna Henriette Mendelssohn (1823–1890), zweite Tochter des Bankiers Alexander Mendelssohn
      1. Else Elisabeth Rosa Marianne Oppenheim (* 16. Januar 1844 in Berlin; † 20. August 1868) ⚭ 1867 erste Ehe von: Paul Felix Abraham Mendelssohn Bartholdy (* 18. Januar 1841 in Leipzig; † 17. Februar 1880 in Berlin), Chemiker
        1. Otto von Mendelssohn Bartholdy (* 2. März 1868 in Berlin; † 26. Juli 1949 in Basel) Bankier und Industrieller

      2. Margarete Marie Oppenheim (1845–1847)
      3. Hugo Oppenheim (* 5. Februar 1847 in Berlin; † 23. Januar 1921 Renice), Bankier und Geheimer Kommerzienrat ⚭ seine Cousine Anna Rosa Oppenheim (1849–1931), Tochter des Rudolph Oppenheim
        1. Else Oppenheim (* 29. August 1873 in Berlin; † 19. Januar 1945 in Bad Neuenahr) ⚭ 1895 den Maler Josef Block (1863–1943)
          1. Anna Luise Block (1896–1982), Publizistin ⚭ 1) Jones; ⚭ 2) Heinrich Hauser (1901–1955), Schriftsteller; ⚭ 3) Alfred Winslow Jones (1900–1989), Finanzpublizist
          2. Hugo Block (1897–1989), Fotograf
          3. Otto Block (1901–1977), Architekt

        2. Luise Margarete Oppenheim (1875–1926) ⚭ den Offizier Hans Petersen (1867–1944)
        3. Margarethe Oppenheim (1877–1939) ⚭ 1897 den Maler Charles Frederic Ulrich (1858–1908)
        4. Anna Oppenheim (1879–1946)
        5. Robert Oppenheim, auch Hugo Rudolf Otto Robert (* 9. Juli 1882 in Berlin; † 1956 in North Conway, New Hampshire, USA), Privatbankier ⚭ 1) 1913 Charlotte Simon (* 7. Dezember 1894, † 14. Dezember 1964 in Königstein im Taunus), eine Tochter des Eduard Simon; ⚭ 2) 1921 Marie Pinner (1891–1979); ⚭ 3) 1931 Ehrentraut Margaret von Ilberg (1901–1962) emigrierte 1940 mit dieser in die USA.
          1. Hugo Oppenheim, später Opton (1917–1989) – von 1)
          2. Alexander Oppenheim, später Oldham (1925–2010) – von 2)
          3. Imogene Anna Oppenheim, später Opton (* 25. April 1932)  – von 3) ⚭ Kenneth Fish
          4. Roberta Oppenheim, später Opton (* 25. April 1932) – von 3)

      4. Rosa (Rose) Enole Henriette Oppenheim  (* 20. Dezember 1849; † 1933) ⚭ Heinrich George August Paul Steffen (1834–1896), Offizier
      5. Franz Oppenheim (* 13. Juli 1852 in Charlottenburg; † 13. Februar 1929 in Kairo), Chemiker und Industrieller, hauptsächlich für die Firma Agfa tätig ⚭ 1) 1881 Elizabeth Wollheim (1858–1904); ⚭ 2) 1907 Margarete Eisner, verwitwete Reichenheim (1857–1935)
        1. Rose Oppenheim (* 1881)
        2. Martha Oppenheim (1882–1971) ⚭ 1901 ihren Verwandten Ernst von Simson (1876–1941), Jurist, Staatsbeamter, Unternehmer, Enkel des Eduard von Simson.
          1. sechs Kinder, darunter den Kunsthistoriker Otto von Simson (1912–1993) und die Malerin Vita Petersen, geb. Viktoria von Simson (1915–2011)

        3. Franz Caesar Oppenheim (1884–1887)
        4. Kurt Oppenheim (1886–1947) Chemiker und Kaufmann[6] ⚭ 1914 Margarethe Seidel (1892–1972), Tochter des Kunsthistorikers Paul Seidel. Sie hatten 3 Kinder.

      6. Enole Margarethe Alexandrine Oppenheim (* 1. Juli 1855 in Genzano di Lucania; † 29. März 1939 in Berlin) ⚭ 1873 zweite Ehe von: Paul Felix Abraham Mendelssohn Bartholdy (* 18. Januar 1841 in Leipzig; † 17. Februar 1880 in Berlin), Chemiker
        1. Cecile Mendelssohn Bartholdy (1874–1923) ⚭ William Henry Gilbert (1860–1906)
        2. Lili Sophie Mendelssohn Bartholdy (1876–1927) ⚭ Friedrich Passini (1868–1938)
        3. Ludwig Mendelssohn Bartholdy (1878–1918), Bankier ⚭ 1905 Edith Speyer (1882–1969), Sozial- und Kulturpolitikerin
        4. Robert Paul Hugo Mendelssohn Bartholdy (1879–1956) Chemiker und Direktor des Unternehmens Agfa ⚭ Johanna Nauheim (1891–1948)

      7. Clara (Cläre) Elizabeth Margarethe Oppenheim (* 2. Januar 1861 in Berlin; † 1944 ebenda) ⚭ 1880 den Gynäkologen Adolf Gusserow (1836–1906)

    5. Felix Alexander Oppenheim (* 7. Oktober 1819 in Königsberg Pr.; † 2. Februar 1898 in Berlin), Jurist und Fotograf

  3. Rebecca Oppenheim (* 30. November 1784 in Königsberg; † 31. August 1806) ⚭ Marcus Warschauer (* 1777 in Breslau; † 1835 in Berlin) Bankier in Königsberg
    1. Eveline (Berta Becha Jeda) Warschauer (* 1811)
    2. Clara Alexandrine Warschauer (1814–1883) ⚭ 1834 Eduard von Simson (1810–1899), Präsident der Frankfurter Nationalversammlung, Präsident des Norddeutschen Reichstags und später Präsident des Reichsgerichts in Leipzig.[7] Das Paar hatte neun Kinder, darunter:
      1. August von Simson (1837–1927), Jurist
      2. Bernhard von Simson (1840–1915), Historiker

    3. Robert Wilhelm Adolphe Warschauer (1816–1884) ⚭ 1840 Marie Josephine (1822–1891), erste Tochter des Bankiers Alexander Mendelssohn
      1. Anna Marie Emilie Josephine Warschauer (1841–1866) ⚭ 1864 den Maler Ludwig Johann Passini (1832–1903)
        1. Marie Clara Louise Passini (1865–1954) ⚭ 1888 Paul Siegfried von Herrmann (1857–1921), Jurist

      2. Marie Margarethe Marianne Clara Warschauer (1855–1906) ⚭ 1875 Ernst von Mendelssohn-Bartholdy (1846–1909) Bankier aus der Familie Mendelssohn
      3. Markus Robert Alexander Warschauer (1860–1918) ⚭ 1) Katharina Eckert (1864–1900), ⚭ 2) Adéle Thévoz (1877–1941)
        1. Maria Warschauer (1891–1948) ⚭ Edgar Fuld
        2. Alice Warschauer (1906–2002) ⚭ Bill Woods
        3. Marguerite Warschauer (1906–1999) ⚭ Kurt Arthur Solmssen (1905–1989), Bankier, Sohn des Bankiers Arthur Salomonsohn
          1. Arthur Solmssen (* 1928), Jurist
            1. Peter Y. Solmssen (* 1955), Manager

          2. Peter Solmssen

        4. Robert Warschauer III., ab 1938 Thevoz (1911–1982), Historiker

    4. Alexandrine (Charlotte Alexandra) Warschauer (1819–1913) ⚭ Anton Douglas (1807–1883) Rittergutbesitzer, lebten auf Gut Amalienau.[8]
    5. Marie Josephine Warschauer (1820–1883) ⚭ ihren Cousin Adolph Oppenheim (1816–1894) und lebten auf dem zuvor der Familie Thaer gehörenden Rittergut Rüdersdorf.

  4. Mathilde Oppenheim (* Oktober 1786; † um 1850) ⚭ Wiliam Schwarz
  5. Jonathan Oppenheim (1788–1850)
2. Mendel Oppenheim[9] (* 12. März 1758 in Königsberg i. Pr.; † 17. Januar 1820 in Berlin), Bankier, er nahm den Namen des Stiefvaters an. Verehelicht mit Henriette Jüttche (* 11. Juni 1767 in Berlin; 16. Dezember 1842 in Berlin, bestattet auf dem Alten Jüdischen Friedhof),[10] Tochter des Daniel Itzig (1723–1799), Bankier. Ihre Schwester Caroline Kela († 8. April 1856 in Berlin) ehelichte den Buchhalter und Teilhaber der Bank ihres Vaters, Michael Wolff[11] (* 22. April 1771 in Dessau; † 1856) → weiter bei Oppenfeld